# ラフレシア科

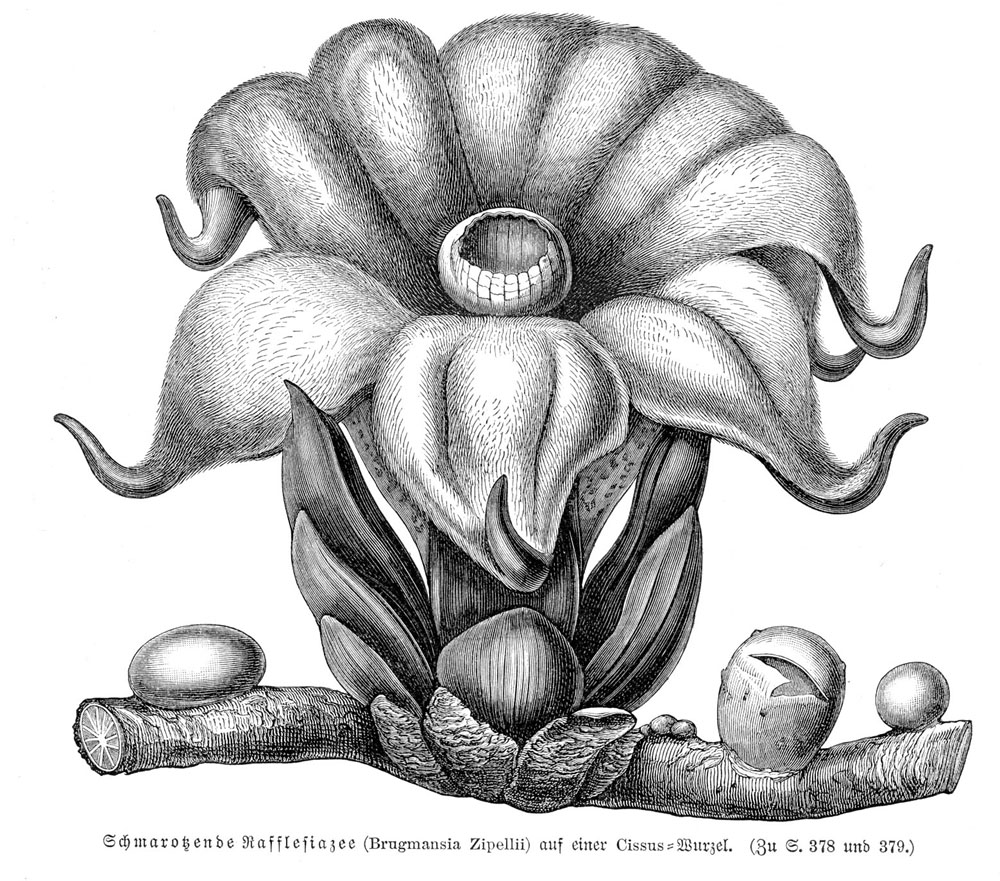
ケルナー(著)Der Bau und die Eigenschaften der Pflanzen (1913) 掲載のラフレシア科の一種

ラフレシア科 (ラフレシアか、Rafflesiaceae) は寄生植物の科で、東南アジアに産する世界最大の花、ラフレシアを含む。
他のいくつかの寄生植物の科と共にラフレシア目に所属させる研究者が多かったが、ラフレシア科はAPG分類体系では分類未確定の科であった。最近の研究では、一部の属のみを狭義のラフレシア科としてキントラノオ目に所属させ (Barkman et al. 2004)、ラフレシア目の他の科との関連を否定する (Nickrent et al. 2004)。
広義のラフレシア科は9属を含み、およそ50種がある。

## 形態
ラフレシア科は非常に変わった形態の植物である。典型的なラフレシア属では、栄養部分は寄主の中で糸状あるいは菌糸状で、根や機能する葉はなく花のみが寄主の外に現れる。ラフレシア#形態を参照。

## 分布
熱帯を中心に広く分布する。中南米、地中海沿岸、中東、東南アジアなど。

## 分類

### 連
分類学上の扱いは研究者によって異なり、さまざまな属を独立の科として扱ってきている (Meijer 1997)。最新の分類学的研究によれば、広義のラフレシア科は Harms (1935) によって最初に認識され、Takhtajan他 (1985) で支持された4連に分けられる。
- Rafflesieae: Rafflesia, Rhizanthes, Sapria
- Apodantheae: Apodanthes, Pilosytles
- Cytineae: Bdallophyton, Cytinus
- Mitrastemeae: Mitrastema

最近の研究では旧来のラフレシア科は多系統であることが示されている。ラフレシア科はRafflesia、RhizanthesとSapriaに限定され、それ以外の属はアポダンテス科 (Apodanthaceae, Apodanthes, Berlinianche, Pilostyles)、シティヌス科 (Cytinaceae, Bdallophyton, Cytinus) とヤッコソウ科 (Mitrastemonaceae, Mitrastema) に分割される(Nickrent et al., 2004)。
この狭義のラフレシア科については、トウダイグサ科の系統に含まれるとの報告がある（Davis et al., 2007）。トウダイグサ科はいずれも小型の花を持ち、ラフレシア科のみ花が例外的に巨大化したことになる。

### 属
- Apodanthes
- Bdallophyton
- Berlinianche
- Cytinus
- Mitrastema ヤッコソウ属
- Pilostyles
- Rafflesia ラフレシア属（ラフレシア諸種）
- Rhizanthes リザンテス属
- Sapria サプリア属